# 李子洲
李子洲（1892年12月23日—1929年6月18日），名登瀛，笔名逸民。陕西绥德人。中国共产党早期人物、军事将领。
李子洲早年在北京大学哲学系读书，期间参与组织五四运动，并跟随李大钊组织马克思学说研究会、陕西旅京学生联合会、共进社。之后返回陕西，担任绥德省立第四师范学校校长，发动陕西农民协会与中共力量。第一次国共内战期间，他组织领导发动清涧起义、渭华起义，成立西北工农革命军。1928年，代理中共陕西省委书记，之后被捕死于狱中。1944年，中共中央西北局和陕甘宁边区政府将绥西县改为子洲县，以志纪念并延续至今。

## 生平

### 早期生涯
1892年12月23日，李子洲出生于陕西绥德县县城银匠家庭。父亲李元贞不愿意让李子洲继承父业:1，家中一度贫困。李子洲十五岁时，因银店生意好转，进入私塾读书:2。1910年，李子洲高小毕业，到关中三原宏道学院读书；1911年转往西安，寄居在钟楼旁旅店备考:3。同年因辛亥革命爆发，西安动乱，李子洲返回绥德，参加哥老会民团:3。1912年春，他再次奔赴西安，考入三秦公学日文预备班学习，准备留学日本。但因经费短缺，只能转入该校中学班学习:4。1915年，因学费困难被迫休学返回绥德，在绥德县劝学所任视察员。后家境有所好转，加上绥德地方公费资助，李子洲得以重返三秦公学:4。
1917年8月，李子洲考入北京大学预科，两年后转入哲学系。因北大倡导学术思想自由，李大钊参加蔡元培、李大钊发起的进德会、体育会:4。李子洲等人还创建旅京陕西学生联合会，寓所位于三眼井吉安所左巷六号院子，与一墙之隔的左巷七号湖南新民学会相邻:215。因此每日李子洲、刘天章、杨钟健等人与湖南籍学生毛泽东、蔡和森、罗章龙、萧三等人互通有无:5，彼此赞赏有加:215。
1919年春，传来巴黎和会上中国外交失败消息，在北京的学子异常愤怒。5月3日下午7点，北京上千名学生聚集在北京大学法学礼堂，召开大会。大会开至深夜11点，定于5月4日聚集天安门举行示威游行。李子洲、段锡朋、方豪、罗章龙、张国焘等十余人，被大会推举为五四游行大会主席团成员。五月四日，三千多人的游行队伍在天安门前聚集，并向东交民巷进发。期间队伍组成以湖南新民学会、辅仁社、旅京陕西学生联合会为主的行动小组:6:217-218。中途受到军警的干涉，但仍按计划抵达赵家楼胡同。下午四点，队伍抵达赵家楼胡同曹汝霖住宅处，曹汝霖不敢露面，行动小组决定采用人梯方法、跳入内宅。匡日休率先砸窗进入，之后李子洲、罗章龙、呼延震东等跟入，从院内打开大门:218。学生一拥而入，但没有找到曹汝霖，却找到串门的章宗祥。因不认识章宗祥，学生误把章宗祥当曹汝霖痛打，直到有人看到客厅曹汝霖照片后才制止:7。愤怒的学生在找不到曹汝霖后，决定放火烧毁曹宅。半小时后，北京警察总监关炳湘、步兵统领李长泰率队进入，遣散学生，并逮捕32人:7。
5月4日当晚，北京大学召开学生会，会上成立学生干事会，李子洲被推举为干事。5月6日，北京中等以上学校学生联合会成立，他负责总务股工作。5月7日，在全国舆论压迫下，段祺瑞政府释放全部被捕学生市民:7。5月下旬，中国各地学生代表入京声援，李子洲接待陕西学生联合会代表屈武、李伍亭。并组织发动“救国十人团”运动，向北京民众宣传爱国救亡:8。此事招致北洋政府忌恨，并在6月3日至4日期间大肆逮捕关押学生:9。6月27日，各地学生代表包围新华门的总统府，向徐世昌联合请愿，李子洲参与组织，并在新华门外发布演说。在群众运动压迫下，徐世昌最终在中南海勤政殿接见学生代表。并在6月10日，释放被捕学生，罢免曹汝霖、章宗祥、陆宗舆三人职位。6月28日，中华民国拒绝在巴黎和约上签字:9-10。

### 组织共进社

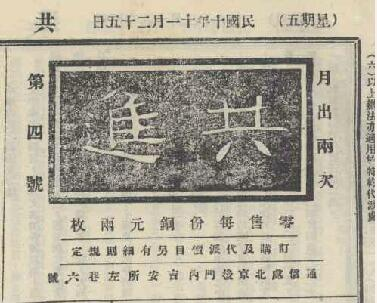
《共进》报头，1921年第4期

1920年3月，李子洲的哲学系主课《唯物史观》老师李大钊在北大秘密发起组织马克思学说研究会。李子洲、刘天章、魏野畴等参加，并成为骨干:10-11。1920年1月，李子洲创办《秦钟》，最初是向陕西民众宣传新知识。然而同年陕西爆发“评孔风潮”，陕西省教育厅长郭希仁命令学生在孔子诞辰节一律赴文庙朝拜，并罢免了反对的西安女师教务主任王授金。李子洲联合刘天章、魏野畴、杨钟建等人联名上书郭贵仁，陕西民众亦表达抗议，1921年5月郭希仁被迫下台:11。此事触及了旅京学生的新设想，李子洲更名《秦钟》为《共进》半月刊，并亲自负责发行工作:12。
1922年10月，李子洲组建共进社，并以《共进》设为机关刊物。该期刊从1921年10月创刊到1926年9月停刊，一共出版105期，之后天津、上海等地成立共进分社，影响力涉及全国:12。由于共进社与刊物的筹建最早由李子洲提倡，他也被誉为共进社“大脑”，并与“小脑”刘天章、“赵龙”赵国宾、“杨虎”杨晓初共称“共进社四大金刚”（1926年9月，张作霖以“大共小共，都是一共”为由，封禁共进社，43名共进社成员被捕，杂志最终停办:13）。

### 陕西教育改革
1923年初，李子洲经李大钊、刘天章介绍，加入中国共产党。同年夏天毕业，李子洲返回陕西，应三原渭北中学校长郝梦久邀请，出任训育主任兼国文教员，期间协助校长拟定改进教学方针、扩建学校。1924年春，应榆林中学校长杜斌丞再三邀请，李子洲抵达榆林，出任学校教务主任兼国文、历史教员，任内与王森然一同改革课程内容，增加鲁迅、陈独秀、胡适等白话文学习，策划创办《榆中旬刊》、《塞声》等杂志；期间还创办平民学校。
1924年夏他接到西安公函，出任绥德省立第四师范学校校长:281。上任不久，他就拟定师资队伍聘请名单，并寄往北京大学刊登招聘通知。在蔡元培等人帮助下，绥师招到教务主任杨明轩、训育主任常汉三，以及王懋廷、王复生、田伯荫、韩述勋等教师。之后他们开始调整教学内容与方法，并将马克思主义课程作为学生必修主课。在开学之后，他与王懋廷、田伯荫着手筹建共青团，并先后指导成立学生会、共进社绥德分社和陕北青年社等，出版《陕北青年》刊物。在纪律方面，他制定严格校规，包括戒烟、戒酒、戒赌、讲卫生，并规定学生留级、开除与教师解聘条件，形成当地著称的“绥德校风”:36-37。
1924年，李子洲他通过杜斌丞拜见井岳秀等地方官，并结识客居于此的杨虎城。杨虎城当时计划组织一支军队，但迫于困境中无力发展，李子洲则不断激励杨虎城韬光养晦，在陕北蛰伏。同年9月，由于冯玉祥从直奉战争前线倒戈，发动北京政变，北方革命形势出现骤变。中共陕西地下党开展驱逐刘镇华出陕斗争。李子洲主持绥师会议，分析形势，认为陕军中最有可能支持驱刘的是杨虎城部。之后他分别说服杨虎城、杜斌丞、王森然、惠又光，请杨虎城南下。并以四师交涉为名，亲自到榆林杨公馆，帮助杨虎城分析形势，增强其南下决心。同时，李子洲通过杜斌丞、王森然说服井岳秀。井岳秀当时忌惮杨虎城在陕北的发展，乐于看到杨虎城离境，并同意派兵增援杨虎城到汉中发展。几天后，李子洲组织绥师全体师生和绥德居民举办欢送大会。
1925年，社会主义青年团陕北特别支部在绥师成立，王懋廷担任书记，李子洲负责工作开展，先后吸收白明善、杜嗣尧、乔国桢、李瑞阳、赵通儒等人。同年，他组织绥师足球队北上榆林，并借此在榆林中学、榆林女师等发展团组织，通过张肇勤等发展刘志丹、王子宜等团员。当年中共北方区委密信要求李子洲推荐学生报考黄埔军校，资助刘志丹、杨国栋等人去广东。与此同时，李子洲接近陕北井岳秀部石谦，并与其部李象九接触，将中共力量打入军队，并介绍中共党员谢子长到安定、李瑞阳到宜川组织兵运，建立中共特别支部，发展百余共产党党员与共青团员。

### 第一次国共合作
1925年8月，李子洲和魏野畴、刘含初、杨明轩、王授金等发起成立了陕西省国民党党员俱乐部。1926年6月，其在绥德省立四师建立中共绥德地方执委会，统一了陕北各地中共组织的领导。暑假期间，他与学生们组织陕北地区“脚夫会”，向当时盛行的、官商勾结的勒索脚夫组织“骡柜”抗议，促使各地政府取缔“骡柜”，并惩罚劣绅流氓。由于李子洲和绥德党团地方执委会在群众中呼声渐高，他们还派出党团员和学生到绥德、榆林等地帮助成立农民协会、天足会（奉劝妇女放脚）、姐妹会等。此外，他动员一批党团员前往杨虎城在耀县创办的三民军官学校学习:31-32。
第三次西安战斗结束后，1926年11月，李子洲奉调到西安，筹建国民军联军驻陕总司令部和国民党陕西省党部。期间与黄平万、魏野畴、吴化之等组成党团地委联席会议，成为中共陕西临时领导机关。1927年1月，国民军联军驻陕总司令部、国民党陕西省党部成立（于右任担任总司令），李子洲担任国民党陕西省党部执行委员兼青年部部长。与此同时，中共陕甘区委成立，李子洲出任组织部长（耿炳光担任书记）。2月，李子洲出任西安中山学院副院长兼总务长。3月10日，中山学院正式成立，他和院长刘含初，一同在学院内开设军事政治班、农民运动班和组党班，后又增设妇女运动班和教育人员养成班；他还邀请刘伯坚、邓小平、杨明轩、米哈伊尔·马尔科维奇·鲍罗廷等人到学校作专题报告。在李子洲等人组织下，半年不到中共和共青团组织在陕甘40多个市县普遍建立，党员发展到2400多人，陕西的农民协会会员达70余万人，仅次于湖南、湖北。

### 第一次国共内战
四一二事变后，李子洲与魏野畴、刘含初、赵葆华、杨明轩等以国民党陕西省党部的名义通电声讨蒋介石:30。同年6月，冯玉祥先后参加郑州会议、徐州会议，开始着手对陕西进行清党，封闭各县农协组织。7月初，刘伯坚从郑州带来紧急通知，李子洲在中山学院召开中共陕甘区委会议，决定中共组织保存实力，全部进入秘密活动状态。与此同时，冯玉祥电令镇守陕西的石敬亭与井岳秀、岳维峻成立陕西省政府，对各部门进行改组清党，中山学院被迫解散:43。此外，冯还电令石敬亭逮捕李子洲、魏野畴、耿炳光、杨明轩等中共党员。
7月初，参加中国共产党第五次全国代表大会的黄平万返回西安，由于政局混乱，中共陕甘区委无法召开代表大会。李子洲与魏野畴、耿炳光、黄平万召开临时紧急会议。7月11日，中共陕甘区委改组，成立中共陕西省委，耿炳光担任书记，李子洲任省委常委兼组织部长，魏野畴担任省委军委书记，崔孟博担任宣传部长。在会议期间，李子洲建议对中共组织力量进行调整，减少下层与省委直接联系，并按分布情况化为六路，分别由省委负责人担任特派员。其决议得到省委同意，省委并决定由他、魏野畴商议军事策略:45。
当时冯玉祥电令有较多中共力量的史可轩部开往潼关、调离西安:22-23。陕西省委决定让其部调出西安，佯装执行冯玉祥命令，向东出发等待形势变化。恰逢当时国军驻陕总部司令邓宝珊，通过其部中共党员葛霁云联系到李子洲，计划组织国民党左派军事力量联合反冯玉祥。省委决定通知史可轩部与邓宝珊、甄寿珊等部汇合，从陕南进入河南，与冯玉祥制衡。由于军事行动巨大，而当时中共中央与陕西省委联系不畅，陕西省委决定由李子洲亲自到武汉向中央汇报。
李子洲乔装到达武汉，彼时武汉清共日趋紧张。8月27日，张太雷代表中共中央会见李子洲，提出土地革命与武装反对国民党的总方针，并建议其在陕西从事农民武装。9月上旬，李子洲返回陕西，向省委常委传达了八七会议和中共中央对陕西工作的指示。而此时陕西的中共局势进一步恶化，史可轩在富平美原镇被驻军田生春杀害（“美原事件”），部队以许权中为旅长驻守潼关；魏野畴身份暴露后，越黄河到河南杨虎城部；刘含初也被井岳秀部下杨衮杀害。
9月26日至27日，由于国民党清党运动日盛，李子洲和耿炳光在西安红埠街9号，主持召开中共陕西省委第一次扩大会议，选举产生了中共陕西省委领导成员，他除继续担任省委常委兼组织部长外，还担任军委书记负责省委军事工作。10月，李子洲在得知石谦旅长在榆林被杀消息后，捎信给唐澍与白明善，成立陕北军事委员会，准备武装起义。1927年10月12日，中共陕西省委发动清涧起义，部队计划在延安、宜川建立革命根据地。但井岳秀派高双成部率领六个营围攻宜川，起义军战败突围，谢子长部改为西北工农革命军游击支队，但接连遇挫，部队被迫解散。同年11月，中共陕西省委举行会议分析教训，决定在渭南、华县等地中共力量较强地区举行起义；并相继派出刘志丹、唐澍、谢子长等人到许权中旅工作。
1928年1月5日，省委召开第四次全会，撤销耿炳光省委书记职位，选举潘自力担任省委书记，当时潘自力赴中央开会，李子洲代理省委书记。在此期间，省委决定在渭华成立陕东特委（刘继曾担任书记），领导筹划渭华起义。5月18日，许权中旅发动渭华起义，宣布成立西北工农革命军，在渭北华县与当地农民武装汇合，建立了一批区、乡苏维埃政权。冯玉祥派陕西省政府主席宋哲元率领三个师围攻，起义武装因寡不敌众撤退至秦岭，遭到李虎臣部围攻而失败，唐澍、廉益民、吴浩然等阵亡。与此同时，李子洲等省委领导组织的旬邑、礼泉、三原等地农民起义也遭到镇压。
1928年6月，中共陕西省委召开扩大会议，重新整顿各地组织。潘自力身患重病，仍代表省委起草《全陕总暴动的计划决议案》。11月，潘自力被捕后，李子洲代理省委书记。1929年1月底，陕西团省委书记马云藩被捕变节，供出中共陕西省委机关。同年2月2日晚，李子洲被捕，被押送到西华门军事裁判处的监狱受审。宋哲元亲自审问说服，但李子洲仍然不为所动。在狱中，李子洲受到残酷折磨，胃病加重，又患伤寒引发肺病。1929年6月18日晚，他病逝于狱中。

## 纪念
1941年5月4日，陕甘宁边区政府为纪念李子洲，在绥德设立“李子洲纪念碑”。1942年9月，又将绥德县立图书馆改名为“子洲图书馆”，由毛泽东、朱德题词。1944年2月，中共中央西北局和陕甘宁边区政府将1942年建立的绥西县改为子洲县，以志纪念。1947年，胡宗南部进攻陕北后，“李子洲纪念碑”、“李子洲图书馆”遭到破坏。1948年，中国人民解放军重新占领绥德；同年5月4日，陕甘宁边区政府主席林伯渠重新为“李子洲图书馆”书写牌匾。
中华人民共和国成立后，陕西省绥德县疏属山下重修李子洲故居。陕西省绥德县雕阴山下、大理河南岸的绥德革命烈士陵园内重建李子洲陵墓。该陵建成于1957年，本地人习惯称其“子洲陵”。

## 家庭
李子洲祖父李三生是绥德城银匠，但生意萧条。李子洲父亲李元贞也以银匠为业，辅以务农，因身体魁梧、性格豪爽、耿直善良，为绥德当地民众所尊重。李子洲母亲李白氏，夫妻有四个孩子：李子洲为长子，取名登瀛。李子洲有一个妹妹李登岳、两个弟弟李登云、李登霄:1。
李子洲有妻子武云绮，两人无子嗣。武云绮于1901年出生于陕西三原武家坡，毕业于陕西省立西安女子师范学校。1920年嫁给刘幼梅，而刘幼梅之前亡妻有遗子刘夫洪。武云绮在刘家曾生二子，均未过三岁夭折。1926年，武云绮陪丈夫刘幼梅到西安看病，恰逢刘镇华围攻西安（即第三次西安战斗）。丈夫刘幼梅病重而亡，武云绮年底携子回三原。1927年，她在高陵县林桂巷小学教书期间，经康效英、徐九龄介绍加入中国共产党。同年8月，中共陕西省委调武云绮到西安从事机关工作，化装为李子洲妻子。之后经批准，两人正式结婚。1928年李子洲被捕时，她不在省委幸免于难。李子洲去世后，她先后在三原、西安等地小学教书。中华人民共和国成立后，她担任第一届、第二届、第三届陕西省人大代表、陕西省妇联执委会委员。1950年4月，经马文彦、张警吾介绍加入中国民主同盟。1974年病逝，享年74岁。武云绮继子刘夫洪曾供职于中国人民革命军事博物馆。